# 許雅婷
許雅婷（Kabby Hui Nga Ting，1994年9月24日—），香港女歌手、演員及模特兒，是女子音樂組合「少女標本」前成員之一，曾為環球狂熱旗下藝人。

## 簡歷
許雅婷早年在沙田區生活，分別在2006年及2012年畢業於胡素貞博士紀念學校下午校和博愛醫院陳楷紀念中學，讀至中六便輟學。後來修讀空中服務員課程。出道前，她曾任「淘女郎」（淘寶網模特兒）和蘋果動新聞主播，其後與周秀娜的經理人簽約，正式成為GME中國旗下藝人。2013年3月，許雅婷獲導演翁子光賞識，參演電影《微交少女》飾演「阿欣」一角，是一個有毒癮兼多次嘗試自殺的問題少女。
2015年，許雅婷與袁紫僑（Coco）、簡淑兒（Jessica）及溫心（Swan）組成女子音樂組合「少女標本」，並推出首支個人單曲《人魚之丘》。又先後推出組合合唱歌《失戀咒》、《Simple Girl》及《Sugar Free》，於2015年年底獲頒新城勁爆頒獎禮2015「新城勁爆新登場組合（金獎）」及2015年度勁歌金曲頒獎典禮「最受歡迎新人獎（銅獎）」。
2016年9月，許雅婷接拍由王朔監製的中國內地青春校園網劇《梔子花開》；她在劇中飾演一名為夢想不停奮鬥的90後獨立少女「鄭妮娜」，此劇是她在中國內地接拍的首部影視作品，令她開始讓內地觀眾認識。她緊接演出電影《在1996的終點等你》及網絡劇《鬼谷門·蜃世浩劫》。2018年，許雅婷接拍電視劇《倚天屠龍記》，飾演「小昭」一角而受到注目。

## 演出作品

### 劇集（電視劇 / 單元劇 / 網絡劇）
| 首播   | 劇名             | 角色          | 備註                           |
| 2014年 | 性本善           | 程沁寧        | 單元：《曼陀羅的愛》           |
| 2014年 | 醫護人生         | 劉小晴        | 單元：《雨後》                 |
| 2015年 | 賭海迷徒2015     | Carey         | 單元：《理性之路？》、《深淵》 |
| 2017年 | 梔子花開2017     | 鄭妮娜        | 網絡劇                         |
| 2018年 | 鬼谷門之蜃世浩劫 | 夕 顏 / 朝 顏 | 網絡劇                         |
| 2019年 | 倚天屠龍記       | 小 昭         |                                |
| 2020年 | 鳳歸四時歌       | 聞锦言(素錦)  | 網絡劇                         |
| 2020年 | 甜了青梅配竹馬   | 蘇念風/卓依風 | 網絡劇                         |
| 2022年 | 嫣语赋           | 秋珉          | 網絡劇                         |
| 2022年 | 獅子山下的故事   | 勞永安        |                                |
| 2023年 | 九霄寒夜暖       | 盂淮芸        | 網絡劇                         |

### 電影
| 首映   | 電影名                 | 角色                      |
| 2013年 | 微交少女               | 阿 欣（大牙欣）           |
| 2014年 | 毒蘋果（警訊微電影）   | Joy                       |
| 2014年 | 恐怖在線 (電影)        | Amy                       |
| 2015年 | 小姐誘心               | 何玉儀                    |
| 2015年 | 第七謊言               | Susan                     |
| 2015年 | 花街柳巷               | 晴 晴                     |
| 2015年 | 全力扣殺               | 羽毛球比賽宣傳片主持      |
| 2016年 | 美人魚                 | 記 者                     |
| 2016年 | 綁架丁丁當             | KB                        |
| 2016年 | 江湖悲劇               | 甜 心                     |
| 2016年 | 蒲出去3                | Joe 哥朋友                |
| 2016年 | 我在1996的終點等你     | 唐 薇                     |
| 2017年 | 29+1                   | 女同事                    |
| 2017年 | 鬼網                   | 綺 雯（單元：《二重身》） |
| 2019年 | 王牌霸王花（網絡電影） | 小 喬                     |
| 2019年 | 打過長江去             | 哑姑                      |
| 2025年 | 密室逃生（網絡電影）   | 钰 莹                     |

### 主持節目
| 首播          | 節目名 | 備註     |
| 2012 - 2013年 | 爽報   | 新聞女郎 |

### 其他（舞台劇 / 動畫）
| 首映     | 作品名               | 角色               |
| 舞台劇   |                      |                    |
| 2013年   | 伊甸                 |                    |
| 動畫配音 |                      |                    |
| 2016年   | 冰河世紀：隕石撞地球 | 潔西·J（巨爪地懶） |

## 音樂作品

### 「少女標本」

#### 專輯
| 專輯 # | 專輯名稱 | 專輯類型 | 發行公司     | 發行日期      | 曲目                                                                            |
| 1st    | 少女標本 | 數碼EP   | GME 星匯天姬 | 2015年5月14日 | 1. 幾百萬分之一 - 袁紫僑 2. 剛剛 - 溫心 3. 留一線 - 簡淑兒 4. 人魚之丘 - 許雅婷 |

#### 未收錄單曲
- 《失戀咒》
- 《Simple Girl》
- 《Suger free》

## 派台歌曲成績
註：組合名義的派台歌，請參閱LemonBeez、少女標本之頁面。
| 派台歌曲成績 | 派台歌曲成績 | 派台歌曲成績 | 派台歌曲成績 | 派台歌曲成績 | 派台歌曲成績 | 派台歌曲成績 |
| ------------ | ------------ | ------------ | ------------ | ------------ | ------------ | ------------ |
| 大碟         | 歌曲         | 903          | RTHK         | 997          | TVB          | 備註         |
| 2015年       |              |              |              |              |              |              |
|              | 人魚之丘     | -            | -            | -            | -            |              |

| 各台冠軍歌總數 | 各台冠軍歌總數 | 各台冠軍歌總數 | 各台冠軍歌總數 | 各台冠軍歌總數    |
| -------------- | -------------- | -------------- | -------------- | ----------------- |
| 903            | RTHK           | 997            | TVB            | 備註              |
| 0              | 0              | 0              | 0              | 四台冠軍歌總數：0 |

（*）表示仍在榜上
粗體表示冠軍歌

## 外部連結
- 許雅婷的新浪微博
- 許雅婷的Facebook專頁
- 許雅婷的Instagram帳戶
- gme-holdings | 許雅婷（資料）[永久]
- 許雅婷在香港影庫上的簡介